# Луганський пікінерний полк
Луганський пікінерний полк (1764—1783) — оселений кінний пікінерний полк Російської армії. Пікінери повинні були нести військову службу і забезпечувати себе.

## Історія
Луганський пікінерний полк був сформований 1764 року того ж року коли була утворена Новоросійська губернія, з Бахмутського козацького полку і розформованих сербських пандурських полків. Полк був поселений уздовж річки Лугань у Слов'яносербії. Адміністративно Луганський полк входив до складу Бахмутської провінції Новоросійської губернії разом з Бахмутським і Самарським гусарськими полками.
1777 року полковником і командиром Луганського полку призначено Михайла Іларіоновича Кутузова.
1783 року після захоплення Криму Луганський полк був об'єднаний з Полтавським пікінерським полком у Маріупольський легкокінний полк на чолі з бригадиром Михайлом Кутузовим.

## Однострій
Форма пікінера нагадував однострій українського козака і спрощену гусарську форму. Пікінери носили високі шапки, куртки-угорки, чакчири, прикрашені шнуром. Офіцери не носили списи.
Після розформування Січі і сформування Полтавського і Херсонського полків з запорожців 1776 року, форма пікінерів наблизилася до козацької: черкески, півкофтани, шаровари, чотирьохкутові шапки; а у офіцерів: білий кафтан, чакчира, капелюх.

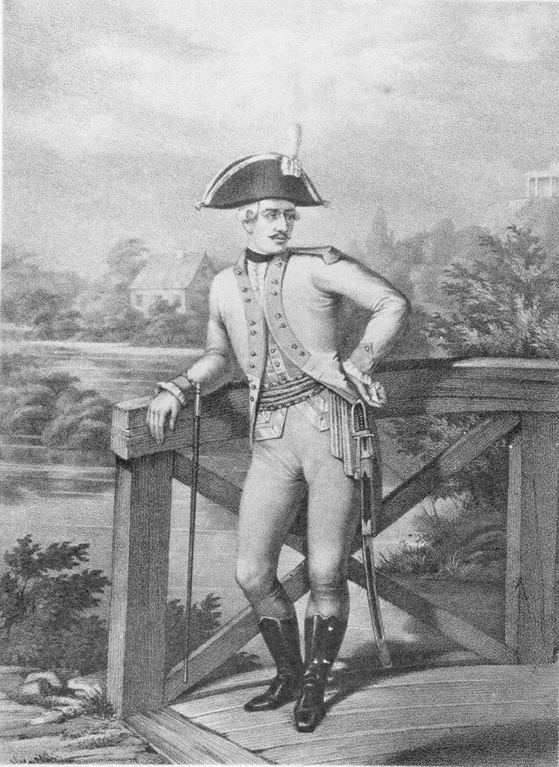
Штаб-офіцер Луганського пікінерного полку, 1776—1784
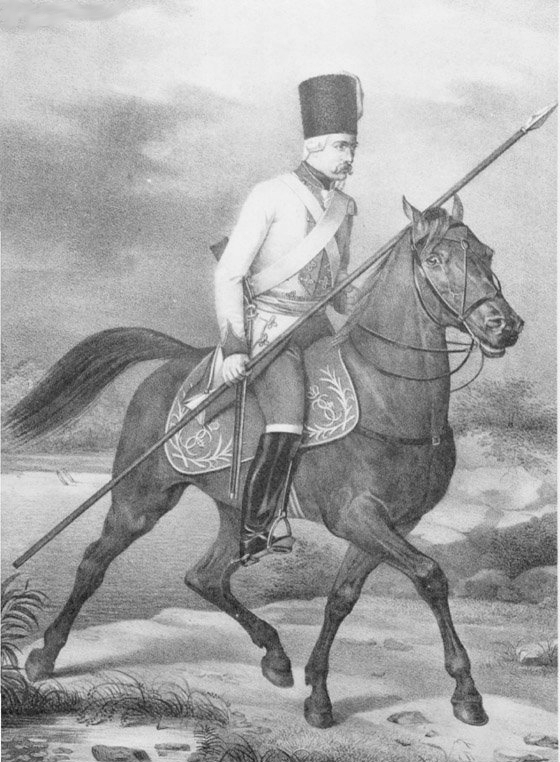
Кавалерист пікінерних полків, 1764—1776
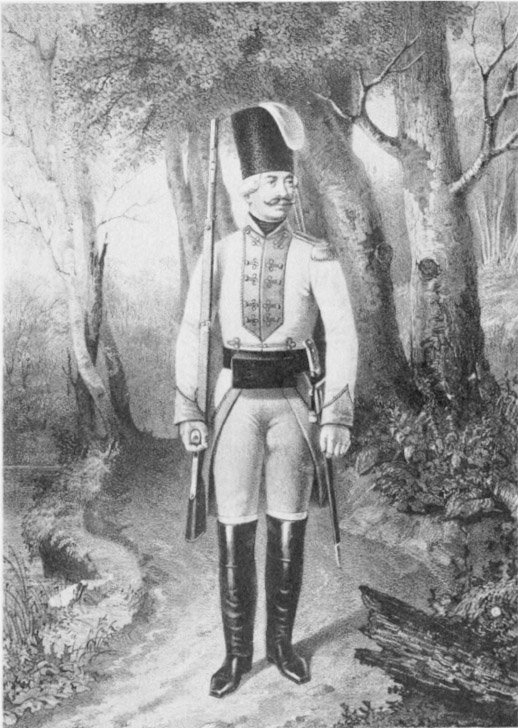
Піший стрілець Луганського пікінерного полку, 1764—1776
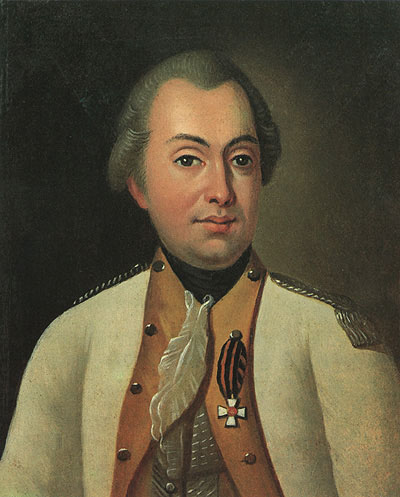
Михайло Кутузов в однострої полковника Луганського пікінерного полку

## Символіка
У 1776 році для Луганського полку був затверджений полковий герб (для полкових печаток і штандартів) — у зеленому полі, дев'ять білих або срібних фігур, подібних до троянд, в три ряди розташовані.